# Microdevario
Microdevario là một chi nhỏ Danioninae. Nó gần đây đã được mô tả bao gồm các loài trước kia thuộc chi Microrasbora.

## Loài
Hiện có ba loài trong chi này:
- Microdevario gatesi Herre, 1939 (Burmese Golden Rasbora)
- Microdevario kubotai (Kottelat & K. E. Witte, 1999)
- Microdevario nana (Kottelat & K. E. Witte, 1999)